# J. William Ditter

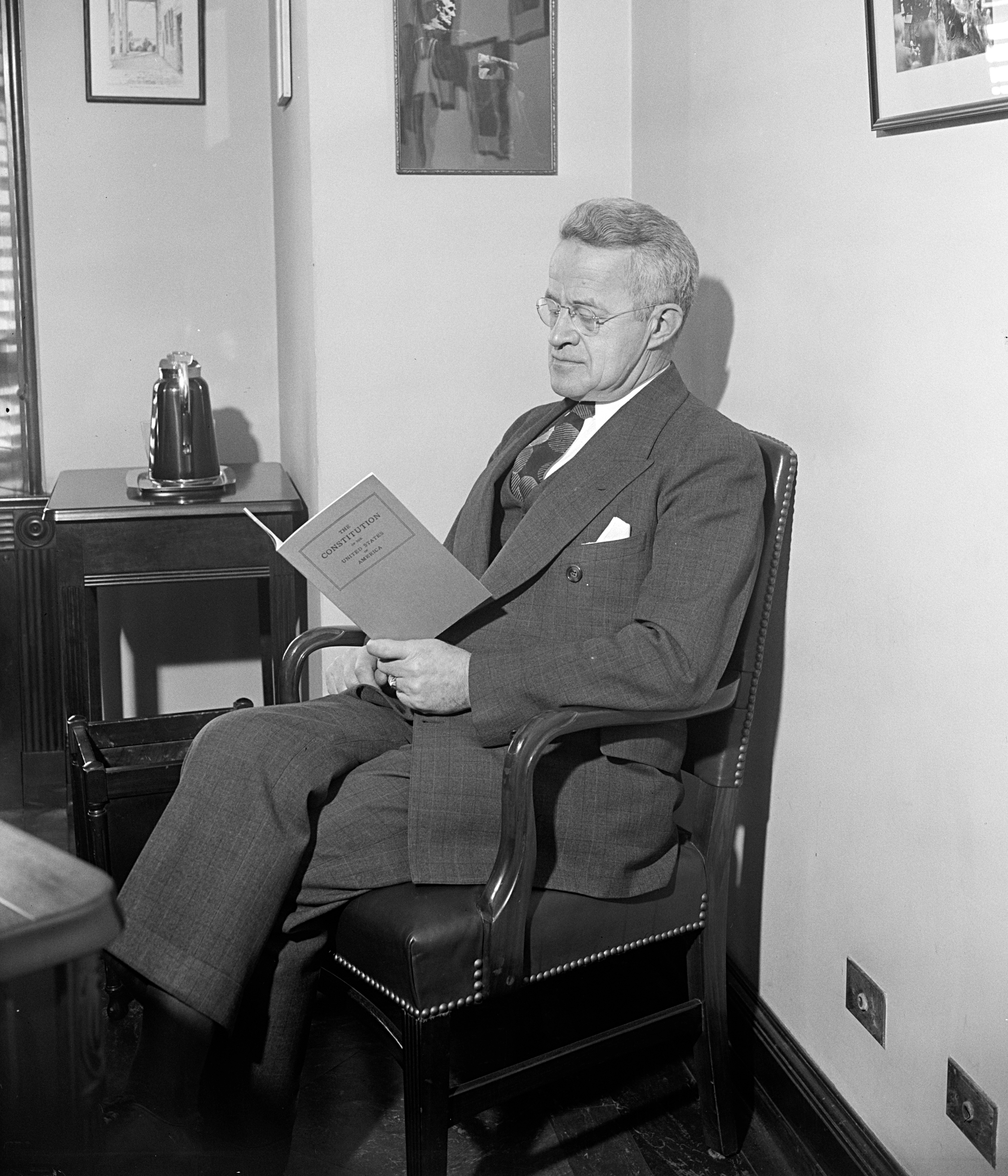
J. William Ditter (1939)

John William Ditter (* 5. September 1888 in Philadelphia, Pennsylvania; † 21. November 1943 bei Columbia, Lancaster County, Pennsylvania) war ein US-amerikanischer Politiker. Zwischen 1933 und 1943 vertrat er den Bundesstaat Pennsylvania im US-Repräsentantenhaus.

## Werdegang
William Ditter besuchte die öffentlichen Schulen seiner Heimat. Nach einem anschließenden Jurastudium an der Temple University in Philadelphia erhielt er im Jahr 1913 seine Zulassung als Rechtsanwalt. Zwischen 1912 und 1925 lehrte Ditter an den High Schools in Philadelphia die Fächer Geschichte und Handel. 1925 zog er nach Ambler, wo er als Anwalt praktizierte. Im Jahr 1929 war er Schlichter in Arbeitsfragen im östlichen Teil seines Staates. Politisch schloss er sich der Republikanischen Partei an.
Bei den Kongresswahlen des Jahres 1932 wurde Ditter im 17. Wahlbezirk von Pennsylvania in das US-Repräsentantenhaus in Washington, D.C. gewählt, wo er am 4. März 1933 die Nachfolge von Frederick William Magrady antrat. Nach fünf Wiederwahlen konnte er bis zu seinem Tod am 21. November 1943 im Kongress verbleiben. Dort war er zeitweise Mitglied im Bewilligungsausschuss. Während seiner Zeit im Kongress wurden dort die New-Deal-Gesetze der Roosevelt-Regierung verabschiedet, denen Ditters Partei eher ablehnend gegenüberstand. 1935 wurden erstmals die Bestimmungen des 20. Verfassungszusatzes angewendet, wonach die Legislaturperiode des Kongresses jeweils am 3. Januar endet bzw. beginnt. Seit 1941 war auch die Arbeit des Kongresses von den Ereignissen des Zweiten Weltkrieges geprägt.
William Ditter starb am 21. November 1943 bei einem Flugzeugabsturz nahe Columbia.